# Jan Klimak
Jan Klimak lub Klimaks, Jan Scholastyk (opat), Jan Synaita, cs. Prepodobnyj Ioann Lestwicznik gr. Ἰωάννης τῆς Κλίμακος trans. Ioannis tis Klimakos, ros. Иоа́нн Ле́ствичник, trans. Ioann Lestwicznik (ur. pom. 525 a 579, zm. 30 marca pom. 595 a 680 na Górze Synaj) – jeden z ojców Kościoła wschodniego, eremita i mistyk, mnich w klasztorze św. Katarzyny na Synaju, święty Kościoła katolickiego i prawosławnego, uważany za ojca hezychazmu.

## Życie
Data i miejsce urodzenia Jana nie są znane. Proponuje się daty: ok. 525, ok. 569, ok. 575. Przydomek zawdzięcza swemu głównemu dziełu, jest też zwany Synaitą od miejsca swego zamieszkania, a dla uczoności Scholastykiem. Wiadomości o jego życiu zachowały się w krótkim Żywocie autorstwa Daniela z Raithu z VI wieku.
Według komentarza Nicefora Kaliksta Ksantopula do Drabiny do raju Jan był synem św. Ksenofonta i bratem Arkadiusza, a urodził się w Konstantynopolu w VI wieku. Informacja ta jest jednak stosunkowo późna i nigdzie indziej niepotwierdzona. W wieku szesnastu lat przybył na górę Synaj w pragnieniu całkowitego poświęcenia się Bogu. Został mnichem i uczniem opata Martyriusza. Po czterech latach, po śmierci Martyriusza, przeniósł się do pieczary u podnóża góry, w miejscowości Tola, odległej o osiem kilometrów od obecnego klasztoru świętej Katarzyny. Oprócz modlitwy zajmował się uprawianiem ogródka, a wieczorami lub nocami pisał. Prowadzone w odosobnieniu życie eremity nie przeszkadzało mu spotykać się z ludźmi szukającymi kierownictwa duchowego oraz odwiedzić kilku klasztorów w pobliżu Aleksandrii. Do tego okresu jego życia odnosi się opowieść o tym, jak dzięki jego modlitwom został uratowany od śmierci jego uczeń Mojżesz.
Po czterdziestu latach życia pustelniczego, w czasie którego modlił się, płakał z powodu grzechów, walczył z demonami, został mianowany igumenem klasztoru na górze Synaj i powrócił do życia cenobickiego. Pełnił tę funkcję przez cztery lata. Na kilka lat przed śmiercią przekazał kierowanie klasztorem jednemu z braci i powrócił do swojej pustelni. Zmarł, mając około osiemdziesięciu lat. Data jego śmierci również nie jest pewna, podaje się okolice roku 600 lub 650 (niektórzy mówią o roku 649), a nawet 670–680.

## Twórczość

### Drabina do raju

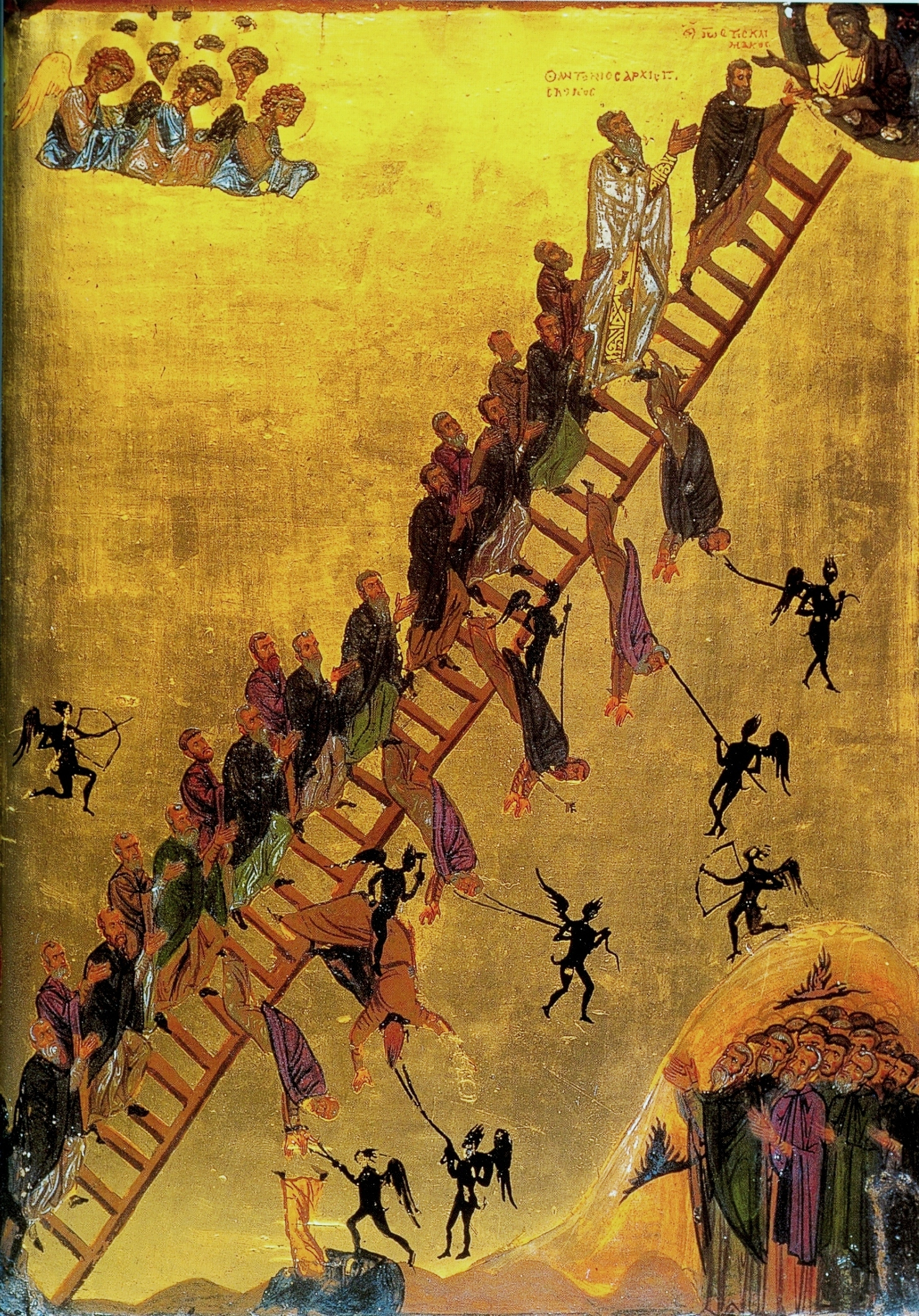
XII-wieczna ikona z klasztoru św. Katarzyny przedstawiająca Drabinę do raju o symbolicznych 30 stopniach

Tytułem do sławy Jana Klimaka jest jego traktat Drabina do raju (Klimáks tu paradéjsu) znany też jako Drabina cnót (Klimáks ton aretòn) albo Tablice (Plákes). Utwór został napisany pod wpływem wizji drabiny ze snu patriarchy Jakuba i był przeznaczony dla mnichów jako pomoc w osiągnięciu duchowej doskonałości, do której trzeba się wspinać, niczym po szczeblach drabiny. Traktat składa się z 30 rozdziałów odpowiadających liczbie lat życia Jezusa w ukryciu i dzieli się na dwie części. Pierwsza przedstawia trudy mniszego życia w codziennej walce z ułomnościami natury ludzkiej (rozdziały 1 do 23), druga omawia sposób osiągnięcia cnót moralnych i teologicznych (rozdziały 24 do 30).
W drodze do doskonałości mnich musi najpierw zerwać ze światem, by powrócić do stanu ewangelicznego dziecięctwa, przy czym istotne jest nie samo zerwanie, ale powrót do prawdziwego dziecięctwa, stanie się, jak powiedział Jezus, podobnymi do dzieci. Jan tak to komentuje: Dobry fundament składa się z trzech podstaw i trzech filarów: niewinności, postu i czystości. Wszyscy nowo narodzeni w Chrystusie zaczynają od tych rzeczy, biorąc przykład z nowo narodzonych fizycznie (1,20; 636). Opuszczenie bliskich osób i miejsc pozwala duszy głębiej zjednoczyć się z Bogiem, prowadzi do posłuszeństwa i pokory poprzez upokorzenia doznawane ze strony braci.
Osoba, która zerwała ze światem, musi podjąć walkę z namiętnościami. Każdy szczebel drabiny związany jest z jakąś namiętnością. Klimak opisuje każdą z nich, przedstawia sposób jej uleczenia i odpowiadającą jej cnotę. Opis wszystkich szczebli stanowi jądro traktatu. Autor zauważa: Wszyscy podejmujący tę piękną walkę, twardą i mozolną, [...] niechaj wiedzą, że przyszli rzucić się w ogień, jeśli naprawdę pragną, by zamieszkał w nich ogień niematerialny (1,18; 636). Jedynie ogień Ducha Świętego, który jest ogniem miłości i prawdy, zapewnia zwycięstwo. Klimak zwraca jednak uwagę, że namiętności same w sobie nie są złe, stają się takimi, gdy człowiek robi z nich zły użytek. Oczyszczenie namiętności, dzięki połączonym siłom ascezy i łaski, otwiera człowiekowi przystęp do Boga.
Siedem ostatnich szczebli drabiny prowadzi do doskonałości chrześcijańskiej. Jest ona dostępna hezychastom, samotnikom, którzy osiągnęli pokój wewnętrzny i zewnętrzny. Prowadzi do niej najpierw prostota, pokora i rozeznanie. Klimak uznaje za najważniejszą zdolność rozeznawania. Wszystko, co czynimy, powinno podlegać rozeznaniu, będącemu wglądem w najgłębsze motywacje naszego działania, dotknięciem serca osoby rozeznającej: Po Bogu, przewodnikiem dla nas i regułą we wszystkim powinno być nasze sumienie (26/1,5; 1013). W ten sposób szukający doskonałości może osiągnąć spokój duszy, dzięki któremu dusza może pochylić się nad głębią Bożej tajemnicy.
Pokój wewnętrzny i zewnętrzny przygotowuje hezychastę do „modlitwy cielesnej” i „modlitwy serca”. Kto modli się cieleśnie musi sobie pomagać postawami ciała: wznosić ręce, wzdychać, bić się w piersi (15,26; 900). Modlitwa serca pojawia się spontanicznie, jest wynikiem rozbudzenia duchowej wrażliwości i darem Bożym dla człowieka oddanego modlitwie cielesnej. Jan nazywa ją „modlitwą Jezusową” (Iesoû euché). Polega ona na nieustannym, niczym oddech, wzywaniu imienia Jezus: Wspominanie Jezusa niechaj stanowi jedną całość z twoim oddechem, a wtedy poznasz pożyteczność hezychii (27/2,26; 1112). Na koniec modlitwa staje się całkiem prosta, imię „Jezus” zlewa się z oddechem.
Ostatni, trzydziesty, szczebel drabiny, trzeźwe upojenie Duchem, poświęcony jest trzem najwyższym cnotom: wierze, nadziei i miłości. Jan włącza w tę miłość również miłość ludzką (éros). Aby wyrazić żar, światło i oczyszczenie miłości do Boga posługuje się obrazem ognia. Ludzka miłość może być ponownie skierowana ku Bogu, jak w oliwną dziczkę może być wszczepiona szlachetna. Autor jest przekonany, że głębokie doświadczenie tej miłości, éros, bardziej służy postępowi duchowemu niż twarde zmaganie się z namiętnościami. Traktat kończy się wezwaniem samego Boga: Niech ta drabina nauczy cię dyspozycji duchowej cnót. Ja stoję na szczycie tej drabiny, jak powiedział mój wielki wtajemniczony: «Tak więc trwają wiara, nadzieja i miłość – te trzy: największa z nich [jednak] jest miłość» (1 Kor 13,13) (30,18; 1160).

### Pozostałe utwory

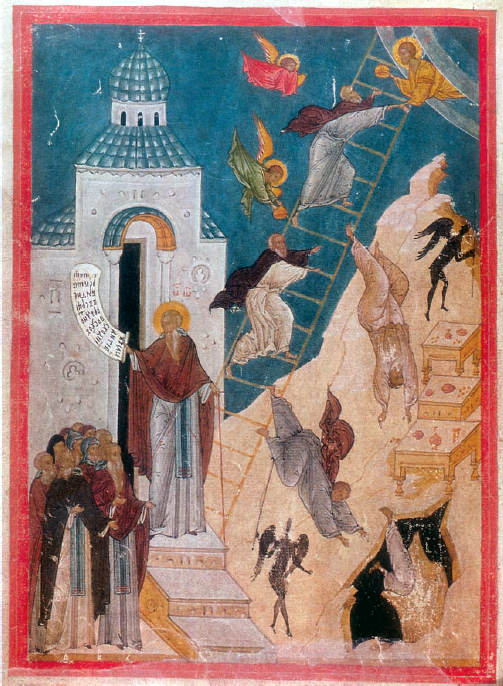
Jan Klimak u stóp drabiny, miniatura rosyjska z ok. 1500 r.

W ostatnim rozdziale Drabiny Klimak wymienia inny swój utwór Pouczenia dla pasterza (Lògos pros ton pojména). Powstał on z myślą o igumenie Janie i udziela praktycznych wskazówek dla przełożonych klasztorów. Wzorem dla tego dzieła była dla Klimaka Księga reguły pasterskiej Grzegorza Wielkiego, w zaginionym przekładzie greckim Anastazego II, patriarchy antiocheńskiego (599–609). Jan Klimak jest też autorem Traktatu o powinnościach przełożonego zakonnego. Zachowała się ponadto korespondencja Klimaka i igumena Jana na temat kompozycji Drabiny do raju.

## Styl
Jan Klimak pisał językiem prostym, pozbawionym figur retorycznych, urozmaiconym natomiast licznymi przysłowiami ludowymi, które czerpał z Łąki Jana Moschosa.

## Recepcja
Drabina cieszyła się wielkim powodzeniem wśród duchownych i świeckich czytelników VI i następnych stuleci, o czym świadczy duża liczba zachowanych rękopisów, często ozdobionych miniaturami. Była chętnie czytana do XIX wieku, w przekładzie nowogreckim mnicha Sofroniusza. Zachowało się też sporo uwag interpretacyjnych historyczno-filologicznych oraz scholiów bizantyńskich. Najstarsze przypisuje się Focjuszowi (IX w.), Eliaszowi z Krety (IX/X w.), Michałowi Psellosowi (XI w.), Niceforowi Kalikstowi Ksantopulowi i Manuelowi Filesowi (XIV w.).
Drabina zapoczątkowała synajską tradycję ascetyczną reprezentowaną przez Hezychiusza Synajskiego i opata Filoteusza, kładącą nacisk na trzeźwość umysłu, ciszę (hezychia) i modlitwę Jezusową. Wpływów dzieła Klimaka można się doszukać w twórczości Teodora Studyty i jego ucznia Symeona Nowego Teologa. W XII wieku Drabinę cytował Michał Glykas, w XIII w., oprócz Ksantopula, interesował się nią Melecjusz (Michał) Galizjota, autor wzorowanego na Drabinie, liczącego 13 tysięcy wierszy poematu Alfabetyczny alfabet. Osobny rozdział w recepcji utworu Klimaka otwiera działalność hezychastów XIII–XIV stulecia. Obrazem małej drabiny posługiwał się w swych pismach Grzegorz Synaita. Korzystał też z Klimaka Grzegorz Palamas. Spośród antypalamitow na autora Drabiny powoływali się Grzegorz Akyndyn i Nicefor Gregoras. W XVIII wieku Nową drabinę napisał Nikodem Hagioryta (1749–1809).
W kręgu kultury rosyjskiej najwcześniejsze ślady znajomości Drabiny wykazuje Włodzimierz II Monomach (1113–1125). Nił Sorski (1433–1508) cytuje Klimaka 35 razy, a jego oponent Józef Wołocki (1440–1515) – 24 razy. W połowie XVII wieku pochwałę Klimaka napisał Gerazym (Firsow). Często cytował Drabinę Paisjusz Wieliczkowski (1722–1794), Makary (Głuchariow) (1792–1847) w czasie pobytu w Pustelni Glińskiej pracował nad przekładem Drabiny. Czytał ją także Makary z Optiny. Nie rozstawał się z nią Nikołaj Gogol, pod silnym jej wpływem pozostawał także Fiodor Dostojewski.
Tłumaczono Klimaka na wiele języków. Zachowały się przekłady: łaciński Angelusa de Cingulo (1249), wydany ponownie przez Ambrożego Camaldulensisa (1531), nowogreckie w demotyku Maksimosa Marguniosa (1590), Jeremiasza Synaity (1774) i mnicha Sofroniusza z Rodosto (1883). Oprócz łaciny i nowogreckiego Drabina do raju była tłumaczona na arabski, gruziński przez igumena Eutymiusza (X/XI w.), włoski przez Gentilego da Foligno (1491) i L. Oligera (wyd. 1912), hiszpański przez Maestra Bernardina (1553) i Ludwika z Granady (1651). Przekład francuski dokonany przez Arnaulda d'Andilly został uzupełniony o żywot Jana Klimaka przetłumaczony przez Le Maistre'a de Sacy (1652, 1657, 1743), niemiecki dokonany przez F. Handwerchera ukazał się wraz z Pouczeniami dla pasterza i scholiami.

## Kult

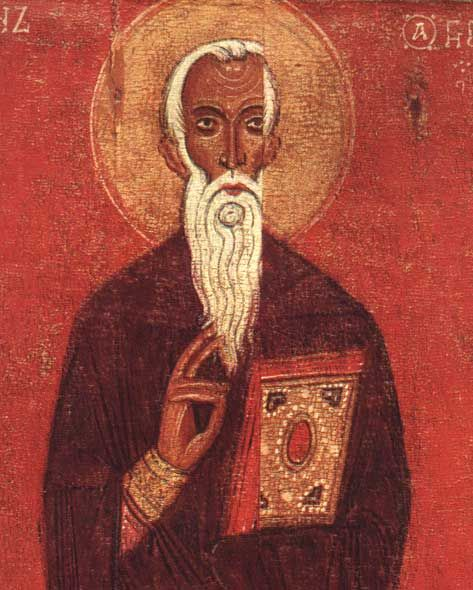
Jan Klimak, fragment nowogrodzkiej ikony z XIII wieku

Wspomnienie liturgiczne św. Jana Klimaka w Kościele katolickim obchodzone jest w dzienną pamiątkę śmierci. Kościoły wschodnie wspominają świętego mnicha w 4. niedzielę wielkiego postu oraz 30 marca/12 kwietnia, tj. 12 kwietnia według kalendarza gregoriańskiego. Relikwie świętego znajdują się w Konjic, na wyspie Tinos, Samos i Mykonos oraz w klasztorze Przemienienia Pańskiego w Meteorze.
W ikonografii tradycyjnie św. Jan przedstawiany jest jako mnich pustelnik z krzyżem. Jego atrybutem jest też drabina. Najstarsze jego przedstawienia pochodzą z XI wieku. W naosie katolikonu klasztoru Ossios Loukas (lata 30. XI w.) jest przedstawiony na mozaice jako siwowłosy starzec ze średniej długości brodą. W narteksie katolikonu klasztoru Nea Moni na wyspie Chios (1042–1056) wspólnie ze świętymi Sawą Uświęconym i Pachomiuszem. W klasztorze św. Neofita na Cyprze (1183) z krzyżem w prawej ręce, a zwojem w lewej. Zachowały się też freski wyobrażające Jana Klimaka w klasztorze w Studenicy (1208–1209), kościele Bogurodzicy Pammakaristos w Konstantynopolu (1315), u św. Mikołaja w serbskiej Remecie (1395), w klasztorze św. Atanazego w atoskiej Wielkiej Ławrze (XIV w.), w klasztorze deczańskim (1348–1350) i u św. Klemensa w Ochrydzie (1378). W malarstwie tablicowym Klimak występuje najczęściej wspólnie z innymi świętymi. Do rzadkości należy XV-wieczna ikona świętego z klasztoru św. Katarzyny na Synaju przedstawiająca wyłącznie jego, w ciemnym stroju, płaszczu z kapturem na głowie, ze złożonymi palcami prawej ręki i zwiniętym zwojem w lewej.
Po upadku Cesarstwa Bizantyńskiego wyobrażenia świętego powstały w katolikonie Wielkiej Ławry św. Atanazego (1535, Teofan Kreteński z synami Symeonem i Neofitem), w Meteorach u św. Mikołaja (1527, Teofan Kreteński), w Rusanu (1546), w klasztorze Przemienienia Pańskiego (1552). Rzadki przykład przedstawienia świętego z książką, zamiast zwoju, można zobaczyć w klasztorze Zaśnięcia Matki Bożej w Kalambace (XVI w.).
Najstarsze przedstawienie Klimaka na ziemiach ruskich pochodzi z 1119 roku z Nowogrodu, następne z Pskowa z cerkwi Narodzenia Matki Bożej (1313) i klasztoru na Wołotowym Polu (1363), gdzie święty został umieszczony wraz z aniołami u stóp drabiny. W kościele Zbawiciela w Wielkim Nowogrodzie znajduje się fresk pędzla Teofana Greka (1378); Klimak jest na nim przedstawiony wspólnie z Symeonem Słupnikiem, Makarym Egipskim, Arseniuszem Wielkim, Pachomiuszem i Efremem. W wieku XVII i XVIII pojawia się w licznych cerkwiach, m.in. w Peresławiu (1662–1668), Rostowie (lata 70.–80. XVII wieku).

## Publikacje w języku polskim
- O pokoju serca i modlitwie (Drabina do nieba, stopnie 27–28), przeł. i oprac. J. Naumowicz, „Cenobiun”.
- Drabina, która prowadzi do nieba, przeł. i oprac. J. Naumowicz, „W drodze” R.23 (1995), z.9, s. 94–101; przedruk „Słowo Mag” 3 (1995), z.10, s.1719.